# 刘冠雄故居
刘冠雄故居为中华民国首任海军总长刘冠雄及其儿子的住宅，建于1922年，位于当时的天津德租界推广界的6号路（今天津市河西区马场道123号），为重点保护等级历史风貌建筑和天津市文物保护单位。现为天津财经大学分院办公楼使用。是一座具有象征主义风格的欧式建筑。

## 历史
刘冠雄故居始建于1922年，原有中楼、西楼、北楼共三座楼。此后，刘冠雄为了还清广东路房产所抵押的资金就把北楼租给华北水利委员会。刘冠雄死后，1936年，刘冠雄的儿子抵债给了先农公司。后因无力偿还而全家搬出。这所住宅在中华人民共和国成立前由私立志达中学使用，中华人民共和国成立后由天津市人民政府接管。为天津22中学和天津房管局使用，现为天津财经学院分院使用。

## 建筑风格
刘冠雄故居建筑面积3325平方米，占地面积9.190市亩，为一处西式砖木结构的带地下室的欧式建筑，原有中楼、西楼、北楼共三幢楼。其中，由于主人的海军将领身份，中楼是仿造航空母舰的三层建筑，正面设有立放的望远镜造型。西楼为巡洋舰式，北楼为望远镜造型。目前，中楼和西楼均被拆除。北楼为三层带地下室建筑，外立面为红机砖清水墙与混水线条装饰相搭配，部分点缀砂石罩面，整体呈立面对称状，菲体宾木双槽窗，挑出大屋檐，罗曼风格的大屋顶。建筑背面为阳面，设有2个8蹬台阶和80余平方米的凉台。凉台下设有牛腿支撑和花瓶状的栏杆，建筑内设房81间，一楼为大厅、饭厅、书房和会客厅。其中，门厅有4棵方柱支撑，顶部和天花板上有花饰、花纹装点。二、三楼为生活起居室。地下室有厨房、锅炉房和杂务间。此外，北楼西侧顶部原设有一个雕楼电梯间，后拆除。